# Tranvía de Iconio
El Tranvía de Iconio es la red de tranvías de la ciudad de Iconio, Turquía. Abierto en 1992, cuenta actualmente con dos líneas. Los vagones forman parte de la antigua red de tranvías de Colonia, Alemania.
El contrato para la construcción de una línea de tranvía de Siemens AG fue celebrado 24 de mayo de 1986, y la construcción comenzó el 13 de julio de 1987. La primera parte del tranvía con una longitud de 10,4 km se inauguró el 28 de septiembre de 1992. La segunda parte de la línea con una longitud de 7,6 km hasta la universidad fue abierta el 19 de abril de 1996. En 1993, los tranvías en Iconio han transportado 12 millones de pasajeros en 1997. Con una longitud de 18 kilómetros y 20 paradas conecta el centro de la ciudad con la universidad. La infraestructura del tranvía con una superficie de 18 hectáreas.

## Red actual
La red incluye dos líneas:
- 1 : Alaaddin - Otogar
- 2 : Alaaddin - Mühendislik Mimarlik Fakültesi

En 2013, un pedido de 60 tranvías fue enviado a Skoda por un precio de 104 millones de euros. Las nuevas líneas 28T serán de plataforma baja.